# Узус (коммуна)
Узу́с (фр. Ouzous, окс. Ausons) — коммуна во Франции, находится в регионе Юг — Пиренеи. Департамент — Верхние Пиренеи. Входит в состав кантона Аржелес-Газост. Округ коммуны — Аржелес-Газост.
Код INSEE коммуны — 65352.

## География

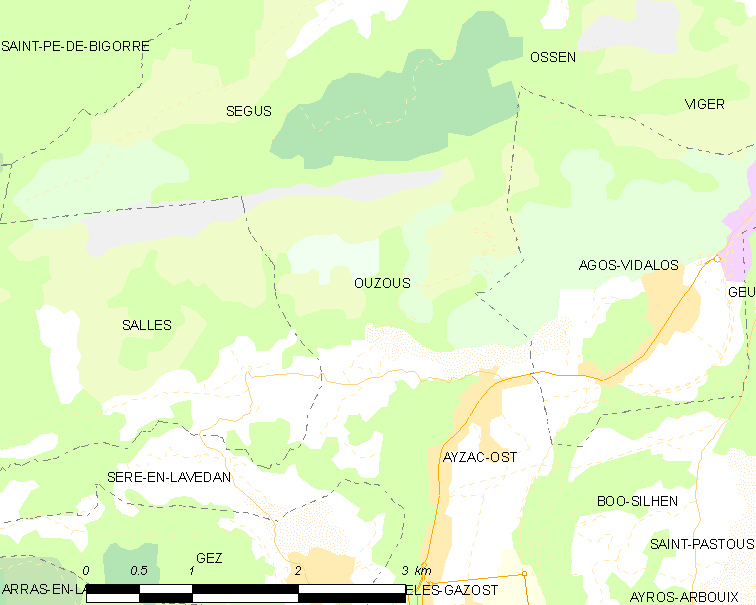
Карта коммуны

Коммуна расположена приблизительно в 680 км к югу от Парижа, в 145 км юго-западнее Тулузы, в 27 км к юго-западу от Тарба.
По территории коммуны протекают реки Бергонс (фр. Bergons), Базурда (фр. Bazourda) и Пейрет (фр. Peyret).

## Климат
Климат умеренно-океанический с солнечной тёплой погодой и обильными осадками на протяжении практически всего года.

## Население
Население коммуны на 2011 год составляло 201 человек.
| 1962 | 1968 | 1975 | 1982 | 1990 | 1999 | 2011 |
| ---- | ---- | ---- | ---- | ---- | ---- | ---- |
| 101  | 91   | 94   | 119  | 128  | 187  | 201  |

## Администрация
| Период | Период | Фамилия         | Партия | Примечания |
| ------ | ------ | --------------- | ------ | ---------- |
| 2001   | 2008   | Рене Капдевьель |        |            |
| 2008   | 2020   | Доминик Госсе   |        |            |

## Экономика
В 2010 году среди 130 человек трудоспособного возраста (15-64 лет) 95 были экономически активными, 35 — неактивными (показатель активности — 73,1 %, в 1999 году было 74,3 %). Из 95 активных жителей работали 88 человек (48 мужчин и 40 женщин), безработных было 7 (3 мужчин и 4 женщины). Среди 35 неактивных 16 человек были учениками или студентами, 16 — пенсионерами, 3 были неактивными по другим причинам.